# Schahr 'Alhan
Schahr 'Alhan (hadramitisch s2hr-m ʿlhn) war ein König von Hadramaut. Er regierte um 350 v. Chr.
Er wird in einer Inschrift seines Neffen Ilsama' Dhubyan genannt, die die Errichtung eines Turmes in der Stadtmauer der minäischen Stadt Qarnawu erwähnt. Dieses Bauwerk soll vorher schon einmal von Schahr ʿAlhan erbaut worden sein. Diese Bastion wurde von Ilsama' Dhubyan zusammen mit Abyadaʿ Yithaʿ, König von Maʿin, der durch eine Anspielung auf die Eroberung Ägyptens durch Artaxerxes III. wiederum um 343 v. Chr. datierbar ist, erbaut. Schahr ʿAlhan regierte also wohl kurz vor diesen beiden Herrschern und ist damit der erste bekannte König von Hadramaut.